# Davisboro
Davisboro és una ciutat dels Estats Units a l'estat de Geòrgia. Segons el cens del 2000 tenia 1.544 habitants.

## Demografia
Segons el cens del 2000, Davisboro tenia 1.544 habitants, 140 habitatges, i 102 famílies. La densitat de població era de 194,8 habitants per km².
Dels 140 habitatges en un 39,3% hi vivien nens de menys de 18 anys, en un 42,1% hi vivien parelles casades, en un 25,7% dones solteres, i en un 27,1% no eren unitats familiars. En el 25% dels habitatges hi vivien persones soles el 13,6% de les quals corresponia a persones de 65 anys o més que vivien soles. El nombre mitjà de persones vivint en cada habitatge era de 2,99 i el nombre mitjà de persones que vivien en cada família era de 3,65.
Per edats la població es repartia de la següent manera: un 9,3% tenia menys de 18 anys, un 15% entre 18 i 24, un 57,8% entre 25 i 44, un 14,9% de 45 a 60 i un 3% 65 anys o més.
L'edat mediana era de 35 anys. Per cada 100 dones de 18 o més anys hi havia 23,5 homes.
La renda mediana per habitatge era de 25.536 $ i la renda mediana per família de 30.625 $. Els homes tenien una renda mediana de 37.750 $ mentre que les dones 18.750 $. La renda per capita de la població era de 7.090 $. Entorn del 32,4% de les famílies i el 47,9% de la població estaven per davall del llindar de pobresa.

## Poblacions més properes
El següent diagrama mostra les poblacions més properes.